# Полиник
Полини́к (др.-греч. Πολυνείκης — «ищущий брани») — в древнегреческой мифологии — царь Фив, старший сын царя Фив Эдипа и Иокасты (либо младший), брат Антигоны, Исмены и Этеокла. По альтернативной версии — сын Евриганеи. Упомянут в «Илиаде».
После того, как Эдип узнал правду о своём рождении и о том, что женат на своей матери, он проклял сыновей и удалился в изгнание. Этеокл и Полиник договорились править поочерёдно по одному году, но по прошествии года Этеокл отказался уступить место брату, и Полиник был изгнан из Фив Этеоклом. Либо добровольно ушёл в изгнание.
Прибыл в Аргос, где правил Адраст. Адраст выдал за него свою дочь Аргию. На щите голова льва (по версии, одет в львиную шкуру). Один из Семерых против Фив.
Согласно Павсанию (стремящемуся устранить хронологическое противоречие), ушёл из Фив ещё при жизни Эдипа и женился на дочери Адраста, затем вернулся в Фивы, поссорился с Этеоклом и вынужден был бежать.
Сподвижники Полиника дали на жертвеннике Зевса Гиетия в Аргосе общую клятву умереть, если им не удастся взять Фивы. По Эсхилу, они клялись у стен Фив, погружая руки в кровь быка. Перед походом Полиник посвятил статуи Афродиты и Ареса. На Немейских играх победил в борьбе. Стоял у Высочайших ворот Фив (Гипсисты). Либо у Кренидских ворот.
В поединке сразился с Этеоклом, и братья убили друг друга. По Еврипиду, был сперва тяжело ранен Этеоклом, но убил его. По Стацию, в поединке убил брата, но был им смертельно ранен.
Дети Терсандр, Адраст и Тимей.

## Образ в литературе
Действующее лицо киклической поэмы «Фиваида», трагедий Софокла «Эдип в Колоне» и «Амфиарай», Еврипида «Финикиянки», Сенеки «Финикиянки», поэмы Публия Папиния Стация «Фиваида».